# Штейн, Алексей Фёдорович
Алексей Фёдорович Штейн (1870—1959) — русский и советский пианист и педагог. Стоял у истоков музыкального образования в Новосибирске.

## Биография
Родился 28 мая 1870 года.
Окончил Петербургскую консерваторию, стал её профессором (1894—1920), встречался с П. Чайковским и А. Рубинштейном, близко знал А. Глазунова и А. Лядова. Преподавал в Смольном и Елизаветинском институтах благородных девиц, Петербургской консерватории, Витебском музыкальном техникуме (1922—1933). Некоторое время преподавал в Костромской народной консерватории, где работала одна из его учениц — Лариса Фёдоровна Иорданская.
В 1933 году переехал в Новосибирск, где стал основателем музыкальной школы № 1 Архивная копия от 13 марта 2020 на Wayback Machine, которую впоследствии окончила и его дочь Мария Алексеевна Котляревская-Крафт. Долгое время преподавал в Новосибирском музыкальном училище (1934—1954).
Умер 14 мая 1959 года в Новосибирске. Похоронен на Заельцовском кладбище.
Его потомки проживают в России и Германии.

## Семья
- Отец — Фёдор Фёдорович (Теодор) Штейн (1819—1893) — знаменитый немецкий пианист и импровизатор.
- Мать — Александра Николаевна (Александрина), урождённая фон Розеншильд-Паулин (1842—1915) — из рода Кульневых и выходцев из Дании фон Розеншильд-Паулин.
- Родной брат — Евгений Фёдорович Штейн (1869—1961), российский дипломат.
- Родной брат — Модест Фёдорович Штейн (1876—1908).
- Родная сестра — Вера (Любовь) Фёдоровна Штейн (1881—1971) — скульптор и художник. Училась в Петербургской Академии художеств.

Жена — Татьяна Михайловна Котляревская(была профессором Ташкентской консерватории).
Дети:
- дочь Мария Алексеевна Котляревская-Крафт (1922—2012)[6] и
- сын Юрий Алексеевич Штейн.

## Галерея

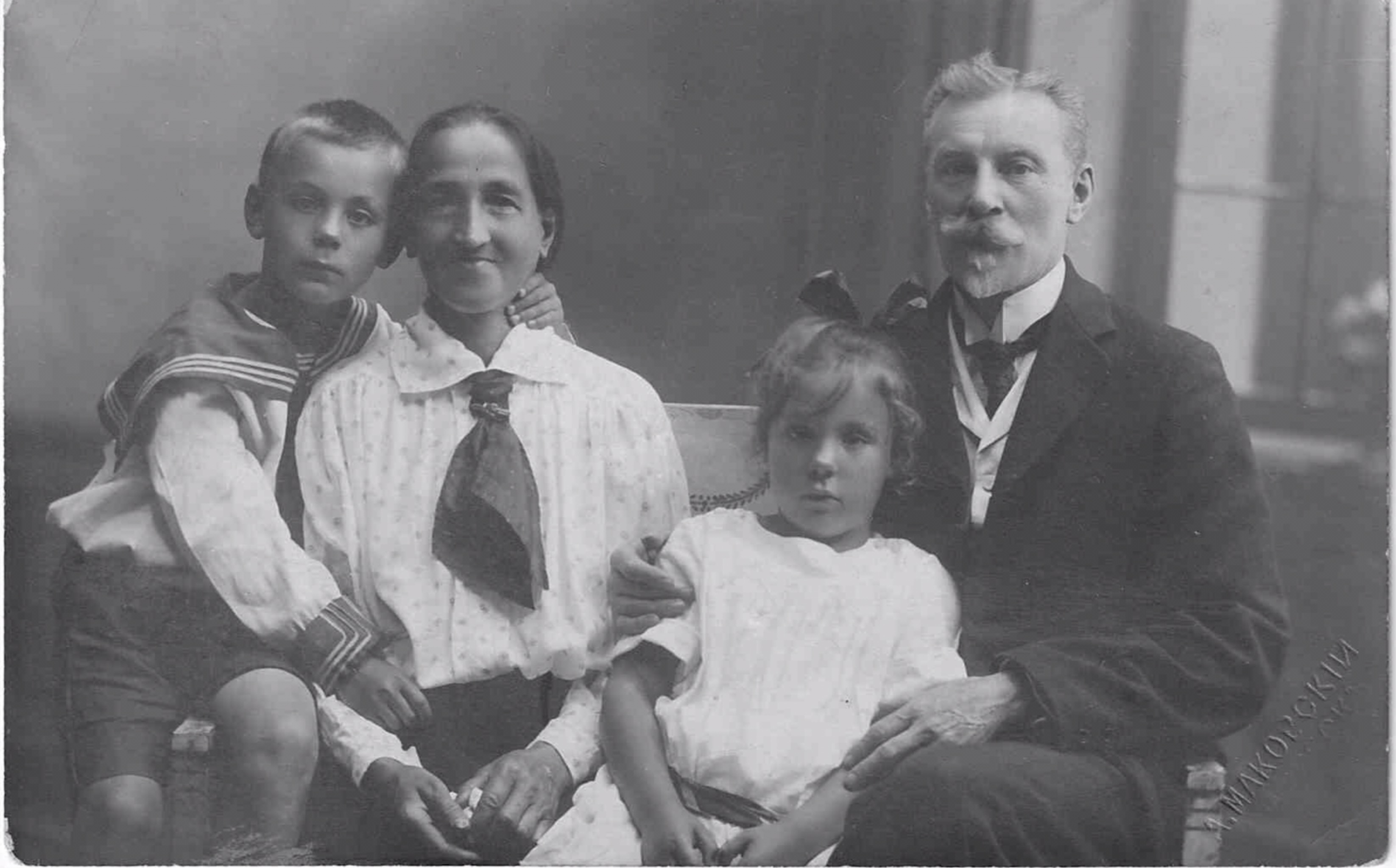
С детьми
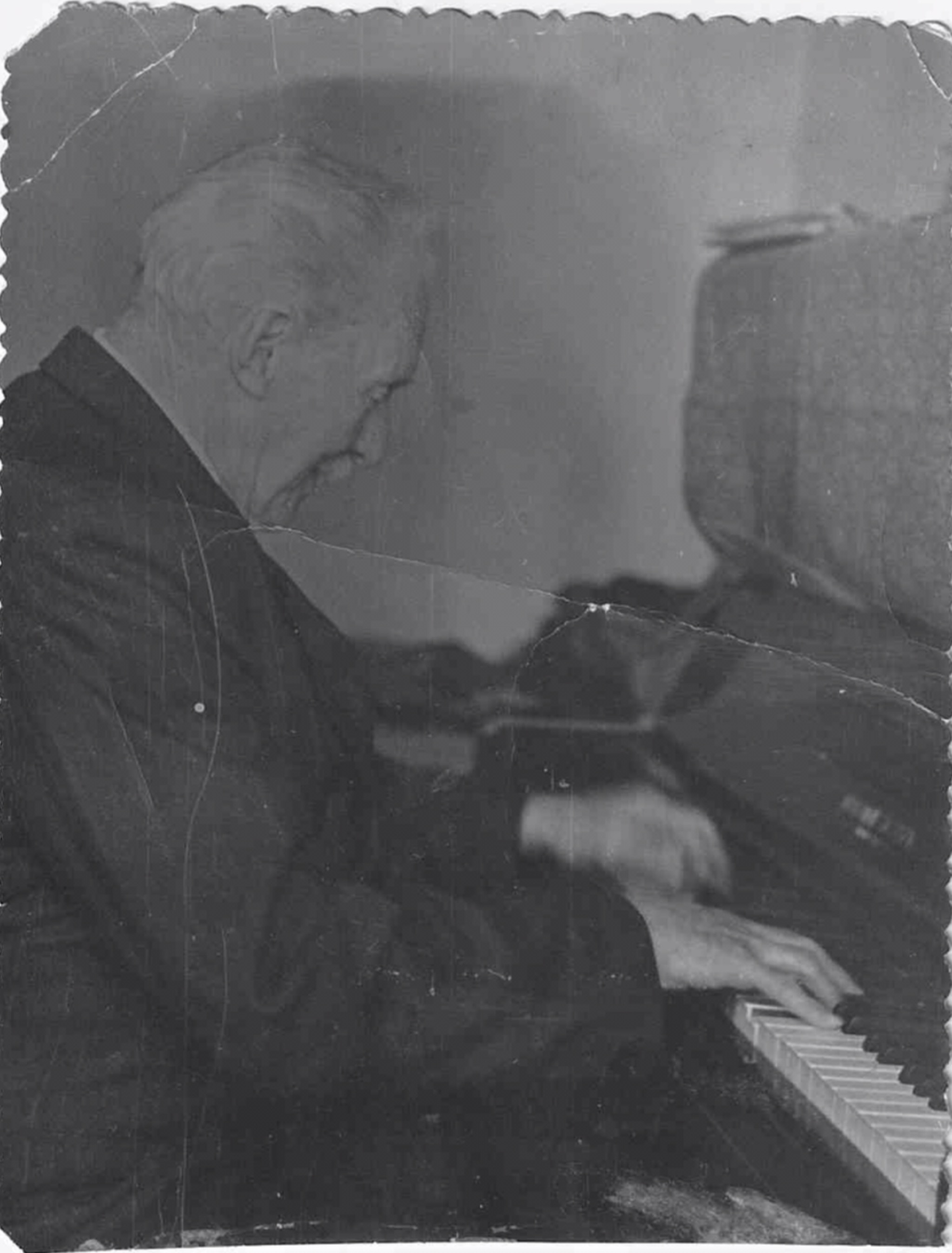
За фортепиано
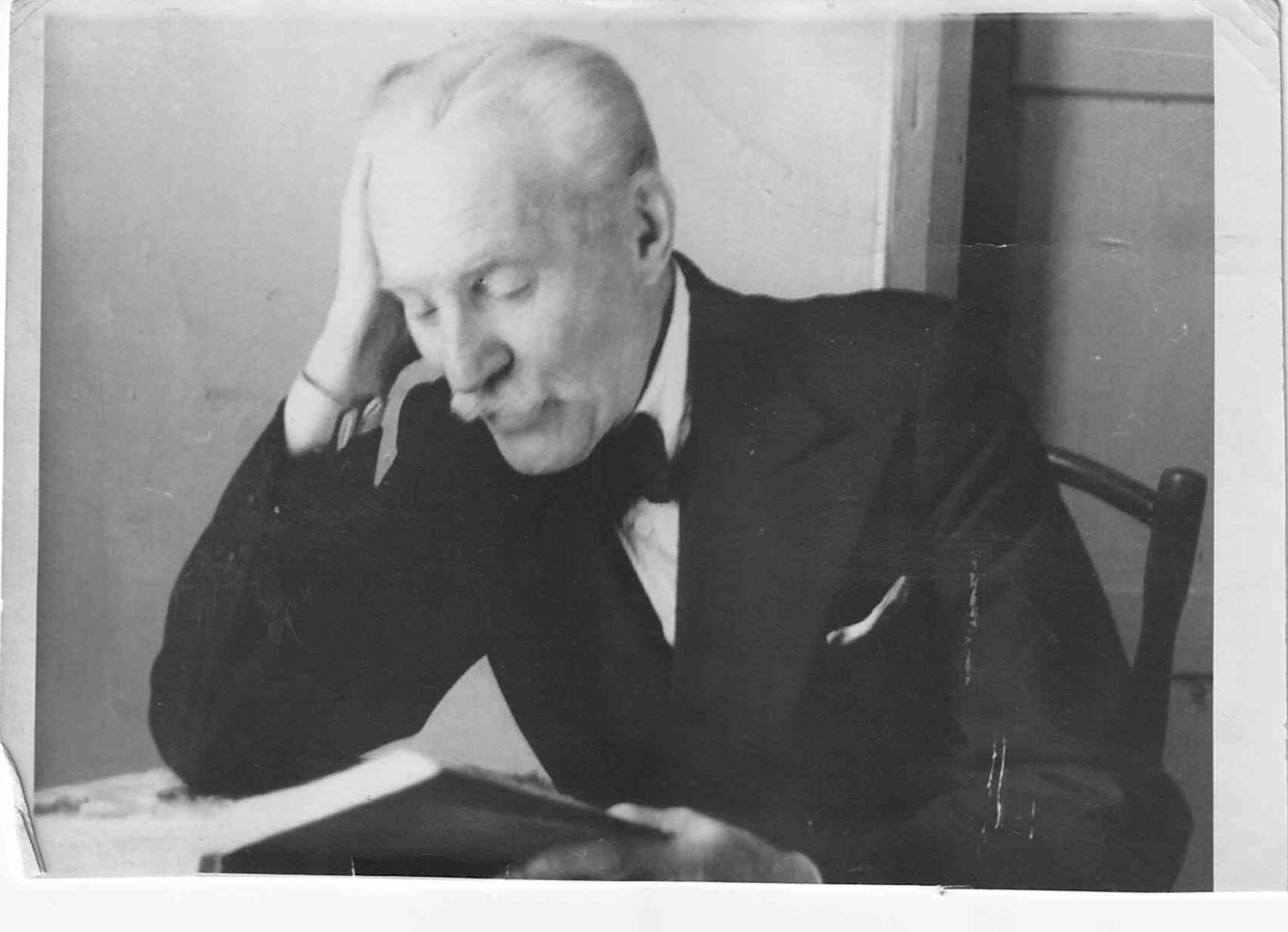
За столом
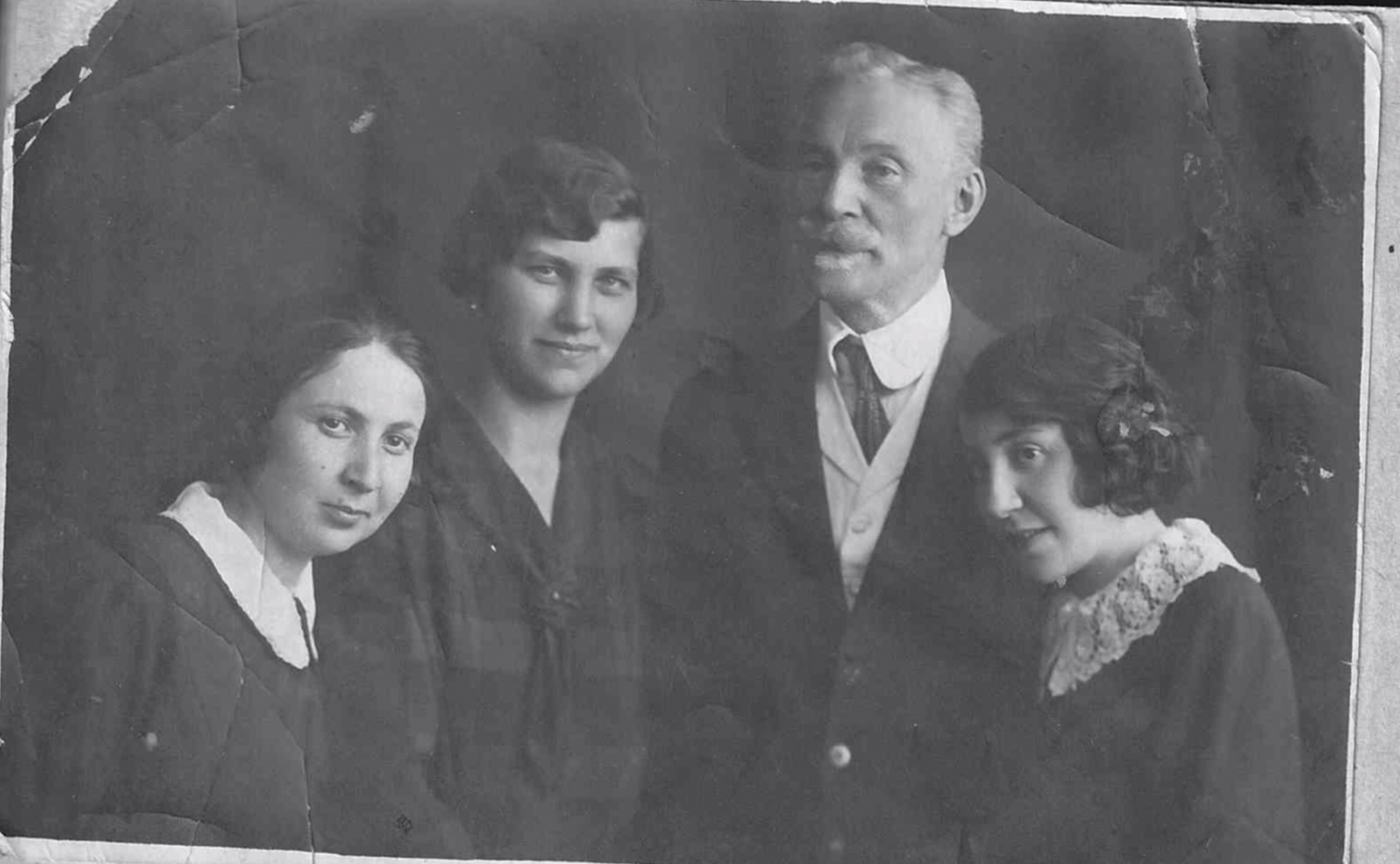
Со студентками
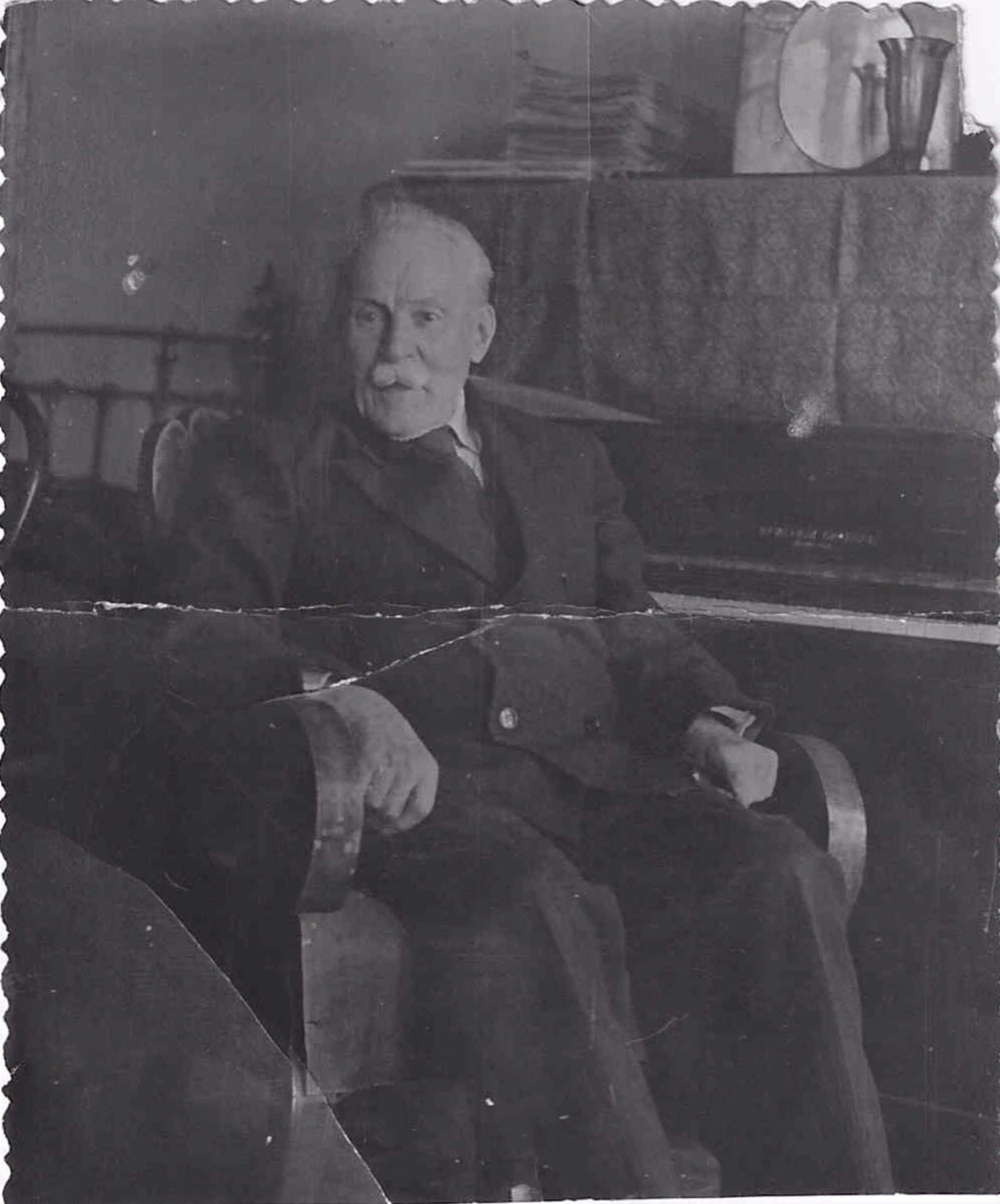
В кабинете